# Suwinit Panjamawat
Suwinit Panjamawat (Thai: สุวินิจ ปัญจมะวัต, Aussprache: [sùwínít panʨàmáwát]; * 1984) ist ein thailändischer Schauspieler.

## Leben
Er spielte unter anderem in den Filmen Jan Dara als 15-Jähriger unter der Regie von Nonsi Nimibut und Tears of the Black Tiger.

## Filmografie (Auswahl)
- 2000: Fah talai jone
- 2001: Jan Dara
- 2002: Saam gaang